# Зеєгротте
Зеєгротте (нім. Seegrotte — Озерний грот) — частково затоплена гіпсова шахта неподалік від Гінтербрюля (Нижня Австрія), за 17 від Відня, туристична пам'ятка. Вважається найбільшим підземним озером в Європі. Площа водного дзеркала підземного озера становить 6200 м², це на 200 м² більше ніж у найбільшого європейського природного підземного озера Сен-Леонар. Середня глибина озера становить лише 1,2 м, найбільша — 12 м; рівень води знаходиться на глибині 60 м від поверхні. Рівень води підтримується роботою насосів, які щоночі відкачують 50-60 м3 води в річку Медлінг. Температура води озера 8 °C, температура повітря в шахті 9 °C.

## Історія
У середині XIX століття житель Гінтербрюля виявив родовище гіпсу на місцевому пагорбі, яке незабаром 1848 року почали розробляти у великих масштабах задля використання його в сільському господарстві (гіпсування ґрунтів). Індустріальному періоду Зеєгротте присвячена окрема експозиція для туристів в штольнях. 1912 року під час вибухових робіт крізь стіни прорвалися води з підземної лінзи. Вони затопили нижній рівень штолень 20 млн м³ води. Через це видобуток гіпсу було припинено назавжди.
1918 року штольні викупив Фрідріх Фішер (1876—1955), віденський виробник лікерів. У наступні роки ним робилися спроби використати сире підземелля для вирощування грибів або зберігання вина, але ці спроби зазнали невдачу. 1932 року місцеві ентузіасти запровадили туристичні прогулянки на човні по затопленій штольні, у штольню була проведена електрика. Вже у сезон 1937—1938 років підземне озеро відвідало близько 50 тис. туристів.
Під час Другої світової війни, після операції Пойнтблек союзних військ проти нацистського Третього Рейху, німці розділили 27 власних найбільших авіабудівних підприємств на 729 невеличких і розпорошили їх територією Австрії, Сілезії та Чехії (так званий Другий Рур). Одним з таких підприємств були конфісковані 4 серпня 1943 року Вермахтом штольні Зеєгротте, де в захищеній від авіанальотів шахті вироблялися літаки Heinkel He 162 Volksjäger. У штольнях працювало понад 2 тис. робітників, серед яких і ув'язнені концтабору Маутхаузен. Під час відступу загони СС звіряче вбили 51 найбільш кваліфікованого робітника, що могли видати секрети виробництва, шляхом ін'єкцій бензину, або просто розчавили важкою технікою. Інших 1884 робітника відправили на 200 км марш смерті, після якого вижило лише 204 ув'язнених, а 56 втекли. На початку 1945 року завод був зруйнований Радянською армією важкими бомбами.

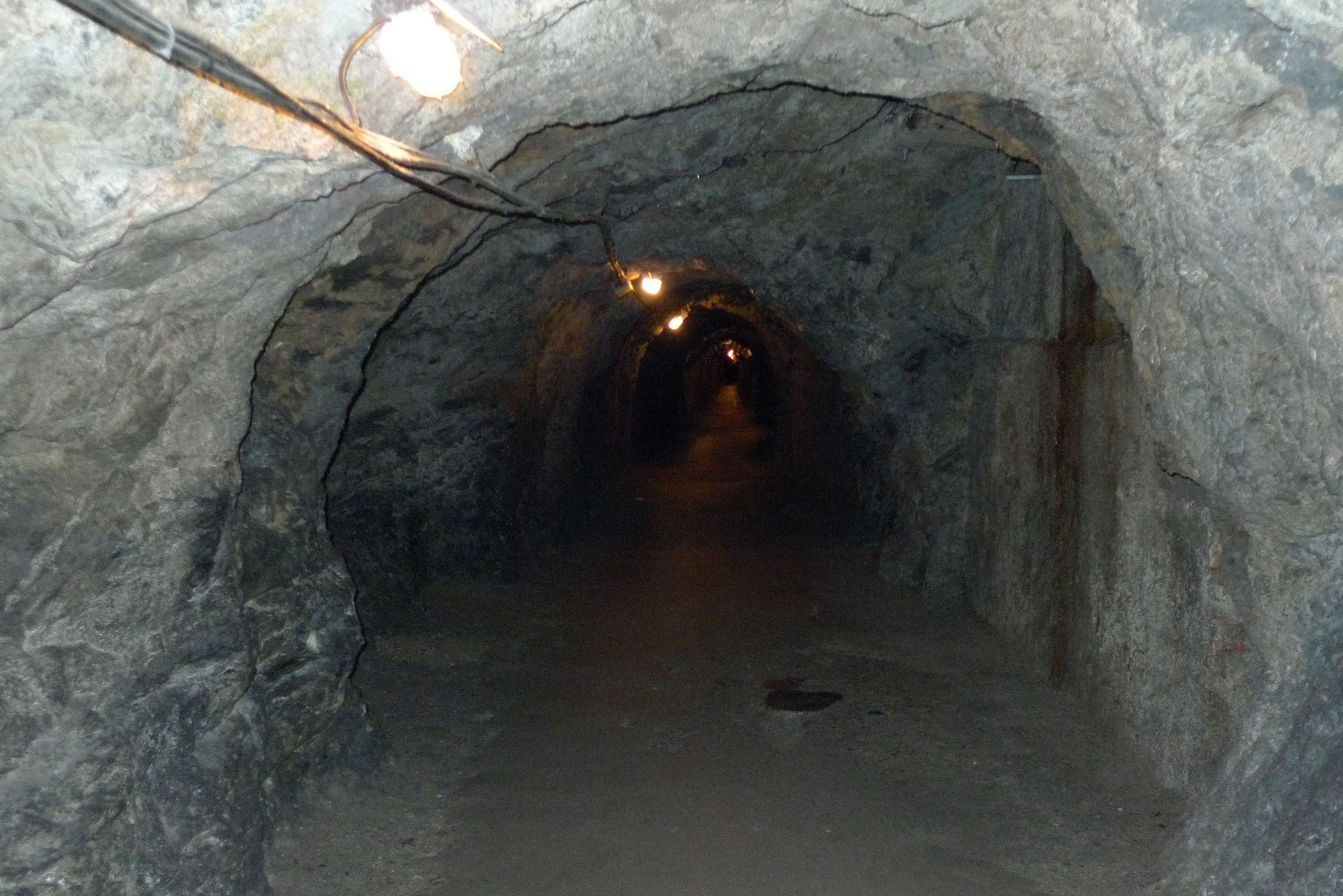
Верхній рівень штолень
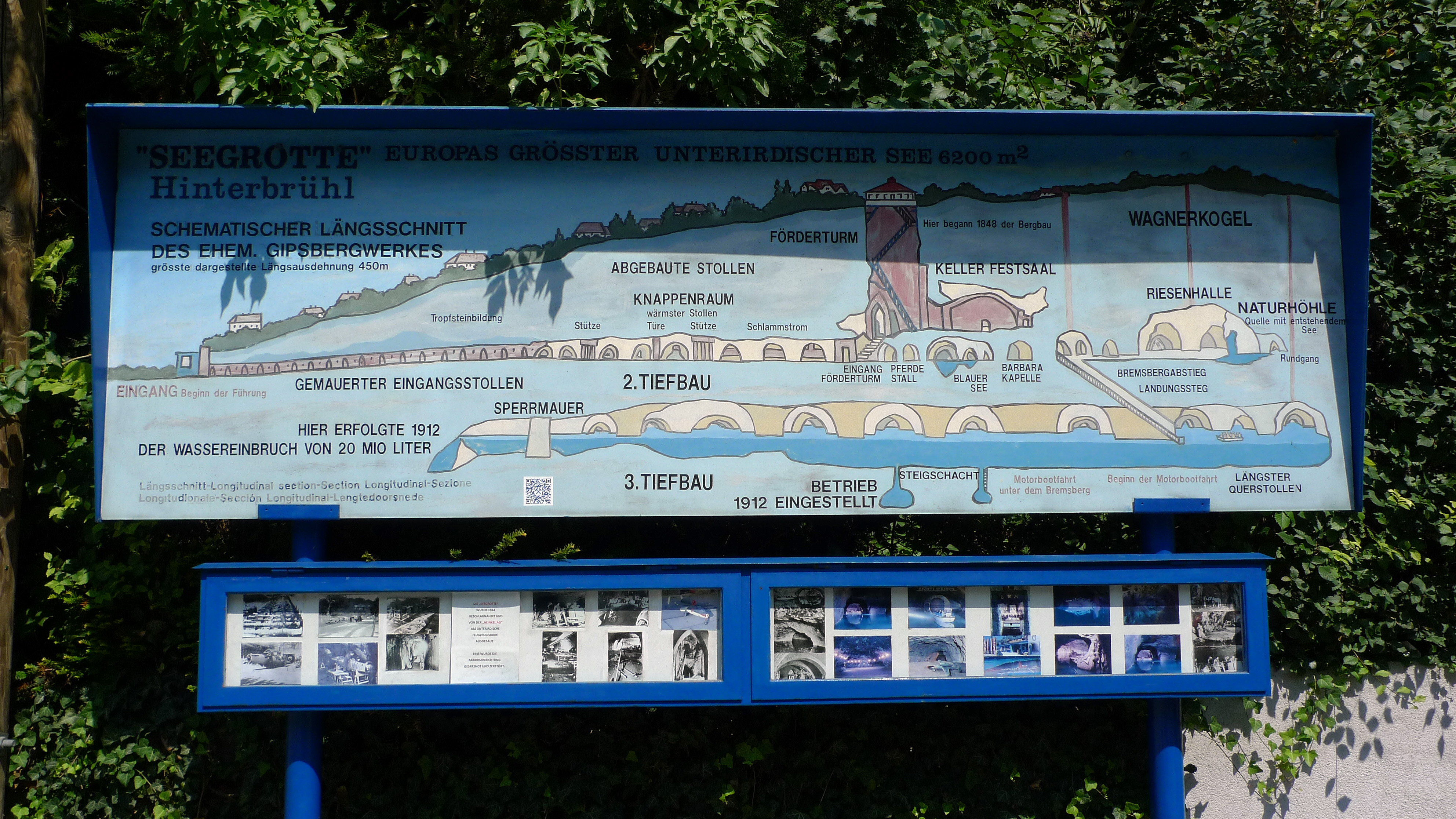
Схема шахти
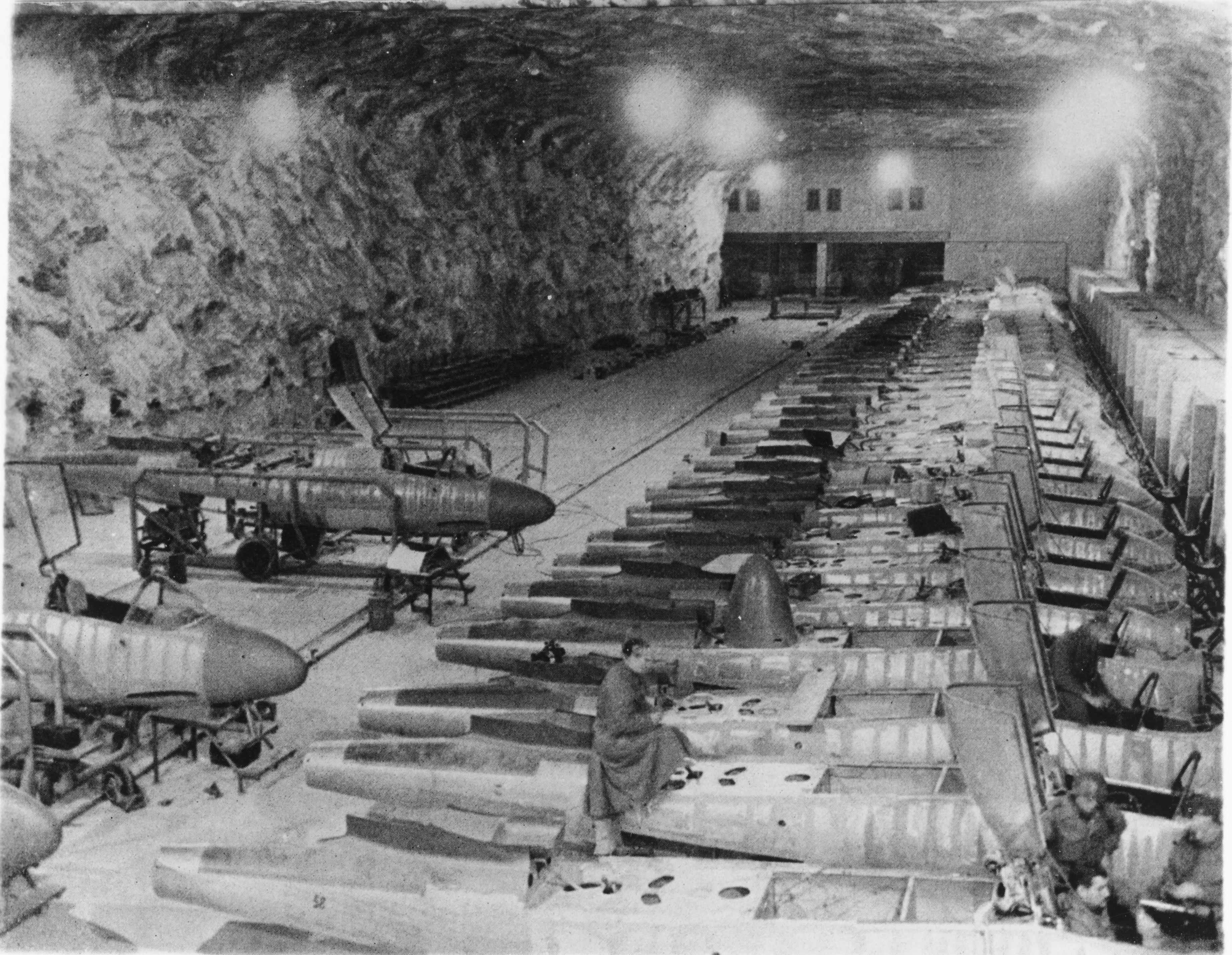
Підземний цех складання Heinkel He 162
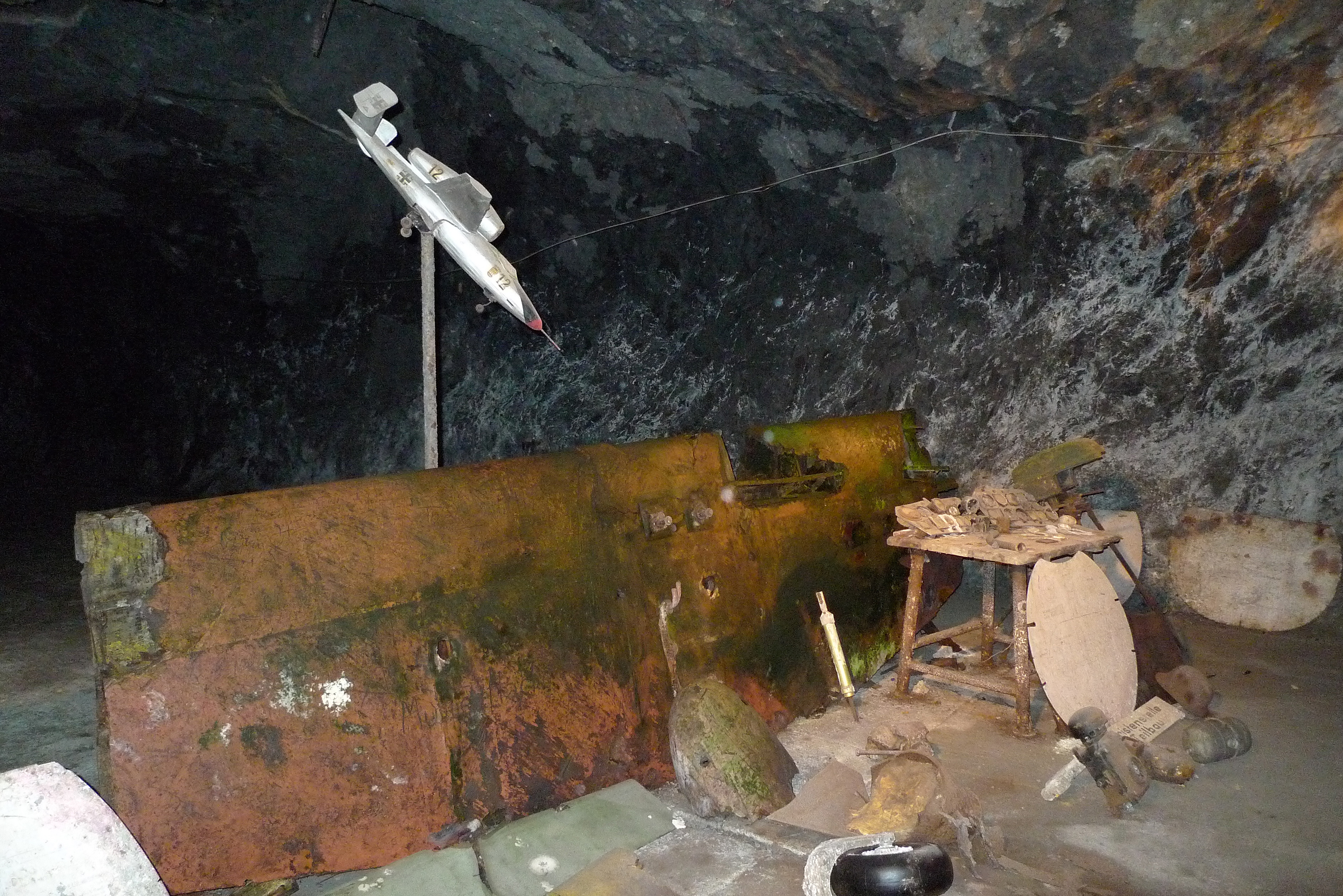
Музейна композиція із залишків Heinkel He 162
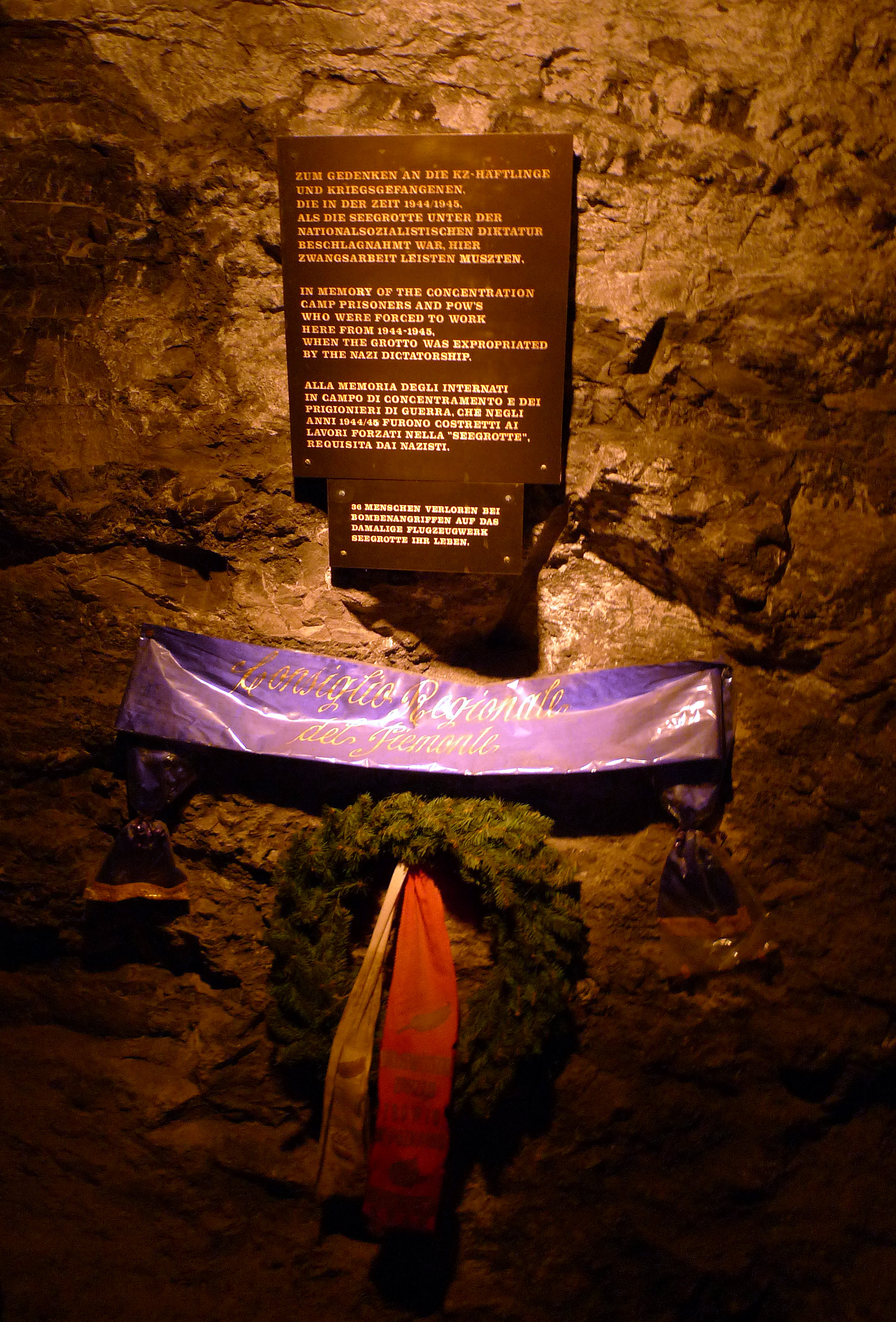
Меморіальна дошка звіряче вбитим в'язням Маутхаузена

Після війни, 1948 року, Зеєгротте, що знаходиться в приватній власності, знову почала приймати туристів і здійснювати прогулянки підземним озером на човнах (з Великодня 1949 року). З того часу і до 2015 більше 10 млн туристів відвідало штольні. Щорічно Зеєгротте відвідує 250 тис. туристів.
У 1984 році штольні взяли в оренду нащадки Фрідріха Фішера. У штольнях створено тематичний музей, тут можна побачити кімнату відпочинку для шахтарів, де підтримується вища температура, ніж по всій шахті (12 °C), стайні для робочих коней, блакитний басейн, каплицю Святої Барбари з меморіалом закатованим ув'язненим 1944—1945 років (відкритий 1988 року), великий концертний зал, залишки літака Heinkel He 162.

## У культурі

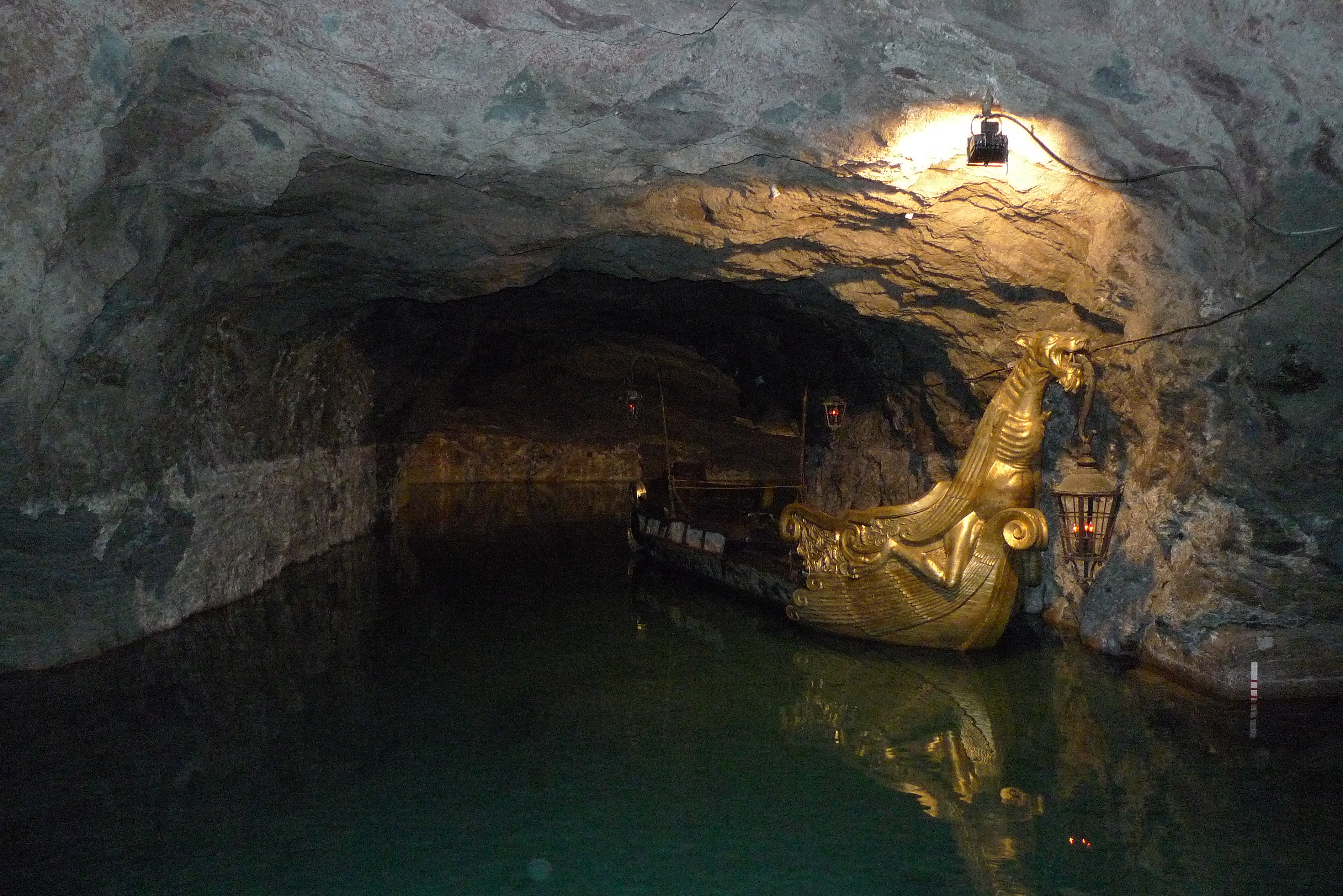
Зеєгротте і човен, побудований для зйомок фільму «Три мушкетери»

Підземне озеро використовувалося 1993 року при зйомках голлівудського фільму кінокомпанії Волт Дісней «Три мушкетери» (англ. The Three Musketeers). Один з реквізитів фільму, човен і досі залишається на воді підземного озера.

## Інциденти
31 травня 2004 року на озері перекинувся човен з туристами. Попри те, що глибина мало де досягає людського росту, 5 туристів (4 німця і 1 бельгійка) виявилися під човном і загинули. Причинами катастрофи було названо невдалу конструкцію човна і його перевантаженість пасажирами (28 замість максимальної кількості у 25). Керівник Зеєгротте і місцеві чиновники, що схвалили використання цього човна, були засуджені до ув'язнення на 15 місяців. Зараз на озері використовують два човни іншої конструкції, а їх керманичі мають капітанську ліцензію.